# تپه پسوه
تپه پسوه مربوط به دوران‌های تاریخی پس از اسلام است و در شهرستان پیرانشهر، بخش لاجان، روستای پسوه واقع شده و این اثر در تاریخ ۱۲ بهمن ۱۳۸۱ با شمارهٔ ثبت ۷۳۸۱ به‌عنوان یکی از آثار ملی ایران به ثبت رسیده است.